# Idel-Ural (Legion)
Die Legion Idel-Ural (tatarisch Идел-Уралür/Wolga-Ural) – auch als Wolga-Tartarische Legion bezeichnet – wurde von der deutschen Wehrmacht während des Zweiten Weltkrieges im Jahre 1942 aus Vertretern von asiatischen Turkvölkern im Krieg gegen die Sowjetunion aufgestellt. Nicht alle dienten den Deutschen freiwillig. Auch Kriegsgefangene wurden zum Teil mehr oder weniger gezwungen mitzukämpfen.

## Geschichte
In mehreren Bataillonen dienten in der Legion insgesamt ca. 40.000 Personen, hauptsächlich Tataren und Baschkiren. Am 23. Februar 1943 lief bei Wizebsk in Weißrussland beinahe ein ganzes dieser Bataillone – das Bataillon 825 mit ca. 900 Personen – zu den Partisanen über. Viele von ihnen fielen daraufhin den Stalinschen Säuberungen zum Opfer, denn nur schon der Verdacht der Spionage genügte dafür.
Einer der bekanntesten Vertreter des Widerstands innerhalb der Legion Idel-Ural gegen die Deutschen war der tatarische Dichter und in deutsche Gefangenschaft geratene sowjetische Politoffizier Musa Cälil. Cälil gründete eine Geheimgruppe, die sich an Sabotageakten gegen die Deutschen beteiligte. Als diese Aktivitäten im August 1943 ans Licht kamen, wurde er verhaftet und ins Zellengefängnis Lehrter Straße nach Berlin gebracht. Am 12. Februar 1944 wurde er mit zehn anderen Tataren vom 2. Senat des Reichskriegsgerichts in Dresden wegen „Zersetzung der Wehrkraft, Feindbegünstigung und Kriegsverrats“ zum Tode verurteilt und am 25. August desselben Jahres um 12:18 Uhr in Plötzensee hingerichtet.